# Florian Baumgärtner
Florian Baumgärtner (* 10. Februar 1995 in Heidelberg) ist ein ehemaliger deutscher Handballspieler und Spieler der deutschen U21-Handballnationalmannschaft. Seine Körperlänge beträgt 2,06 m.

## Vereinskarriere
Baumgärtner begann 2004 in der Jugend des TV Dielheim mit dem Handballspielen und wechselte nach drei Jahren in die Jugendabteilung der Rhein-Neckar Löwen zur SG Kronau-Östringen. Nach zwei Jahren in der Badenliga beim Partnerverein HV Bad Schönborn gewann er 2010 mit den „Junglöwen“ die badische Meisterschaft und den Baden-Württemberg-Pokal. Ein Jahr später folgte die badische Meisterschaft mit dem jüngeren Jahrgang der B-Jugend, ehe in der Saison 2011/12 nach der Baden-Württemberg-Meisterschaft auch die deutsche Vizemeisterschaft geholt wurde.
Beim EuroGold-Cup 2012 in Pforzheim, unter anderem gegen den damaligen deutschen Meister der B-Jugend Bayer Dormagen und den spanischen Meister der B-Jugend FC Barcelona konnte Baumgärtner überzeugen und die Aufmerksamkeit des spanischen Rekordmeisters auf sich ziehen. Während des Abiturs am Gymnasium Englisches Institut Heidelberg absolvierte Baumgärtner ein Probetraining in Barcelona und unterschrieb kurze Zeit später nach dem Medizincheck einen Vertrag über zwei Jahre für das Nachwuchsteam des FC Barcelona, dem Meister der zweiten spanischen Liga (División de Honor Plata de Balonmano), mit einer Spielberechtigung für die erste Mannschaft.
In seiner ersten Saison gewann er mit dem FC Barcelona B den Titel der zweiten Liga. Im Pokal erreichte man das Viertelfinale.

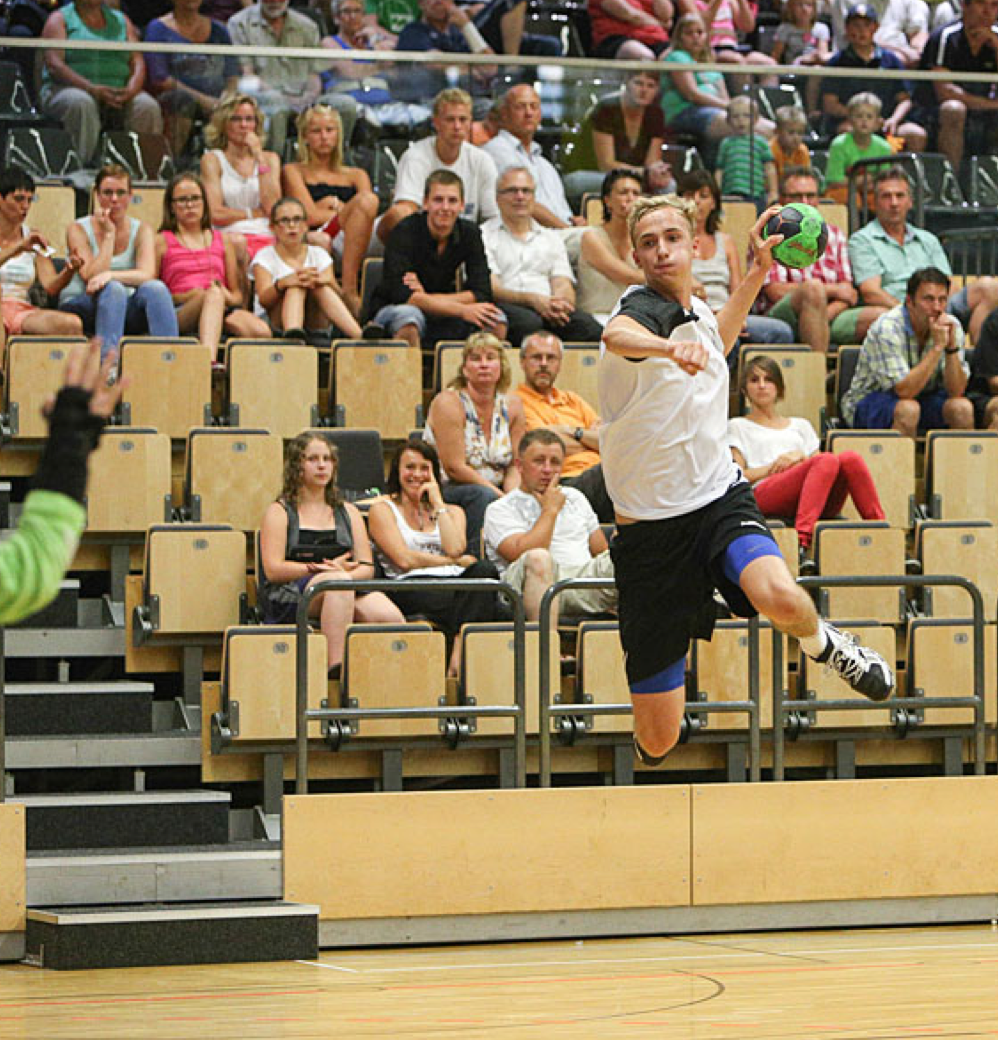
Deutschland U19 : Slowakei U19

Baumgärtner schloss sich im Sommer 2015 dem Bundesligisten VfL Gummersbach an. Zudem erhielt er ein Zweitspielrecht für den Zweitligisten TuS Ferndorf. Am 21. August 2015 bestritt der Rückraumspieler sein erstes Zweitligaspiel für den TuS Ferndorf. In der 1. Handball-Bundesliga debütierte er am 18. Oktober 2015 gegen die SG Flensburg-Handewitt. Nachdem Ferndorf in der Saison 2016/17 aus der 2. Bundesliga abstieg, lief er ausschließlich für den VfL Gummersbach auf. Zur Saison 2020/21 wechselte er zum TuS N-Lübbecke. Mit TuS N-Lübbecke stieg er 2021 in die Bundesliga auf. Am Saisonende 2021/22 stieg er mit dem TuS direkt wieder ab. Nach der Saison 2022/23 beendete er seine Karriere.

## Jugend-/Juniorennationalmannschaft
Baumgärtner, zu dieser Zeit B-Jugendspieler der Rhein-Neckar Löwen, wurde im April 2012 zum ersten Mal vom Deutschen Handballbund in das Nachwuchsauswahlteam eingeladen. Am Rookie Cup 2012 nahmen die Jahrgänge 1993/94 fast aller Handball-Bundesliga-Vereine und die Nationalauswahl des Jahrgangs 1995 teil. Ein halbes jahr später folgten die ersten Länderspiele beim Victor`s Cup 2012, bei dem unter anderem die Jugend-Nationalteams aus Dänemark, Island, der Schweiz, Weißrussland, Polen und Finnland vertreten waren.
Bei der U19-Weltmeisterschaft in Ungarn 2013 vom 9. bis 23. August 2013, bei der die deutsche Mannschaft die Bronzemedaille gewann, stand Baumgärtner im 16er-Kader des Teams von Trainer Heiko Karrer und Trainer und DHB-Jugendkoordinator Christian Schwarzer.
Im darauf folgenden Jahr gewann Baumgärtner auch seinen ersten Titel mit der Juniorennationalmannschaft, als diese auf dem Weg ins Finale erst Spanien mit 35:29 im Halbfinale und später den amtierenden Weltmeister Schweden im Endspiel der U-20-Handball-Europameisterschaft 2014 in Linz mit 26:24 bezwangen. Baumgärtner nahm auch an der U-21-Handball-Weltmeisterschaft 2015 in Brasilien teil.

## Erfolge und Auszeichnungen
- 2. Platz Deutsche Meisterschaft B-Jugend 2012
- 3. Platz U19-Weltmeisterschaft 2013
- 1. Platz U20-Europameisterschaft 2014
- 1. Platz División de Plata de Balonmano 2013/2014